# وستویل، نوا اسکوشیا

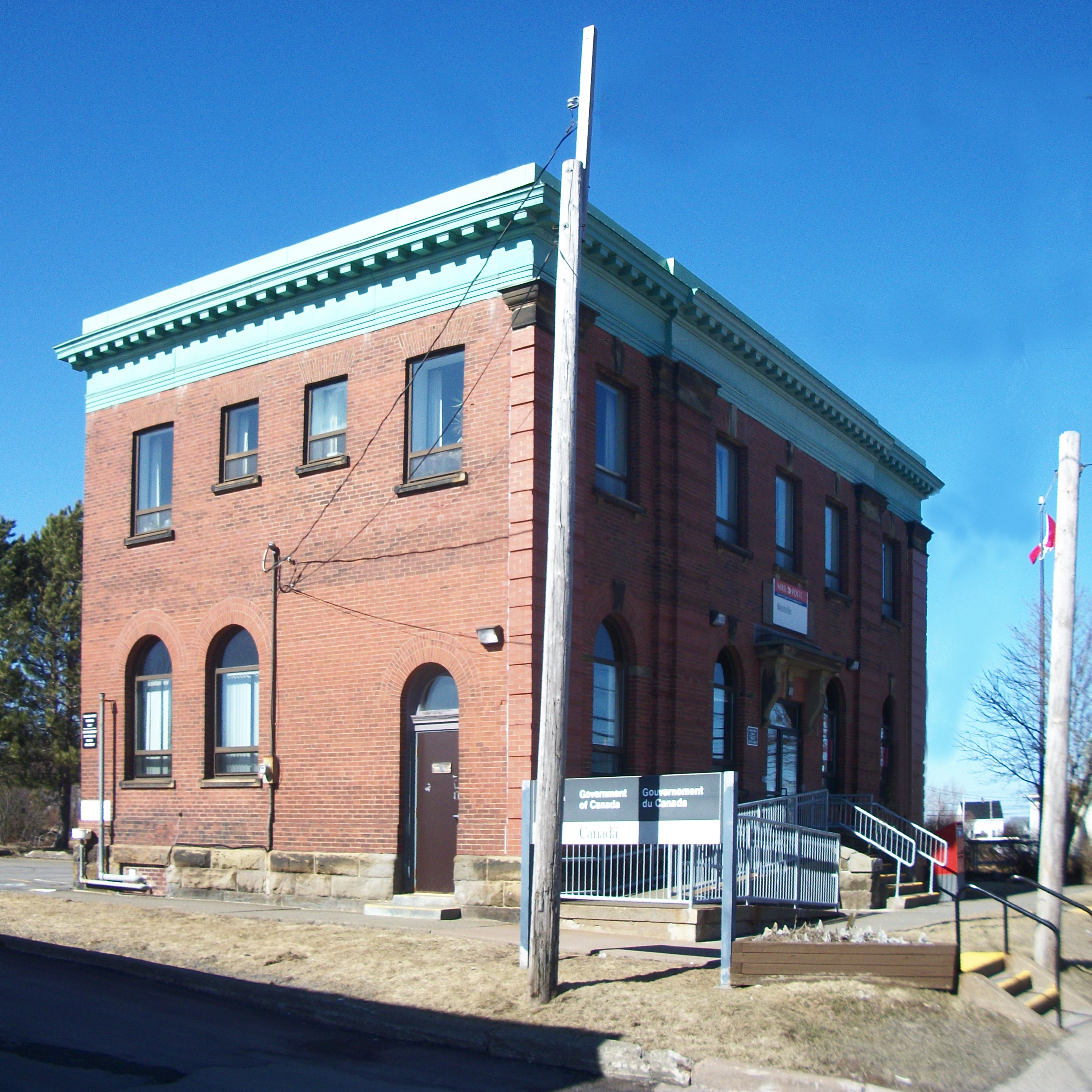
نمایی از ساختمان اداره پست در وست ویل، نوا اسکوشیا

وستویل (نوا اسکوشیا) (به انگلیسی: Westville, Nova Scotia) یک شهرک در کانادا است که در شهرستان پیکتو، نوا اسکوشیا واقع شده‌است.

## خصوصیات
وستویل ۱۴٫۳۹ کیلومترمربع مساحت و ۳٬۷۹۸ نفر جمعیت دارد و ۷۰٫۱ متر بالاتر از سطح دریا واقع شده‌است.